# إرينا تشاكرابورتي
إيرينا تشاكرابورتي (الروسية: Ирина Чакраборти ، البنغالية: ইরিনা চক্রবর্তী) هي عالمة روسية-فنلندية-هندية ، ومهندسة بيئية ومعلمة جامعية. تعيش في بنوم بنه ، كمبوديا منذ عام 2011. تم اختيارها كواحدة من 100 امرأة في بي بي سي في عام 2013 لعملها في الصرف الصحي للقرى العائمة.